# Niolon
Niolon est une calanque habitée située sur la commune du Rove à environ 20 km au Nord-Ouest de Marseille, entre l'Estaque et Carry-le-Rouet au beau milieu de la Côte Bleue.
L'accès à la calanque se fait par une route qui serpente au travers de la garrigue puis qui se scinde en deux. D'un côté l'on rejoint la Vesse de l'autre l'on accède à Niolon.
Le village de Niolon est principalement constitué par le centre de plongée de l'UCPA (centre fédéral FFESSM) qui occupe un ancien fort militaire (Fort bas) construit en 1860 et ayant été occupé par les Allemands lors de la Seconde Guerre mondiale. Il s'agit de l'une des 7 bases fédérales de formation des moniteurs, et la seule de Méditerranée.

Quelques habitations et commerces (restaurants, bars, auberge…) complètent le tout. 
Les fonds sous-marins de la côte bleue sont réputés pour posséder certaines belles plongées comme l'Elevine. 
D'autres constructions militaires, dont le fort de Niolon surplombent le village et offrent un point de vue remarquable sur la baie de Marseille et sur l'archipel du Frioul.

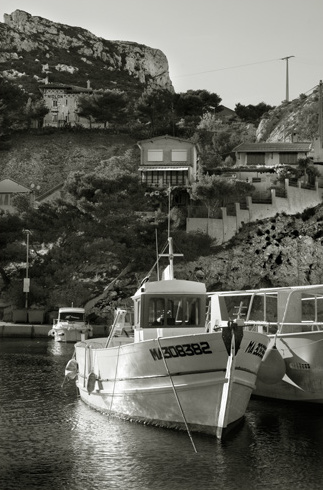
Port de Niolon avec sa gare sur les hauteurs.
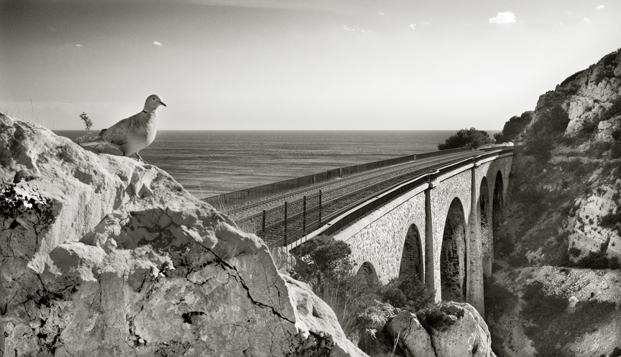
Niolon, vers le sentier de la Côte Bleue.
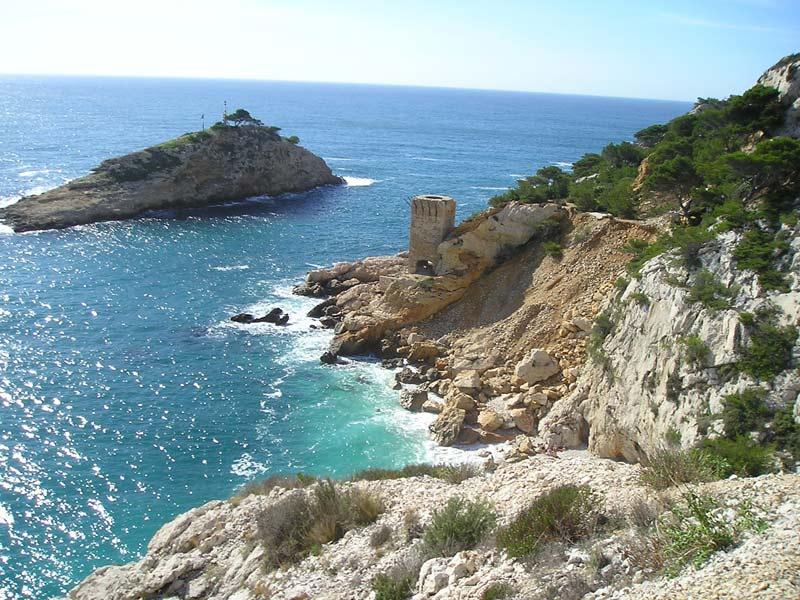
Le tombant de l'Elevine vu des hauteurs.
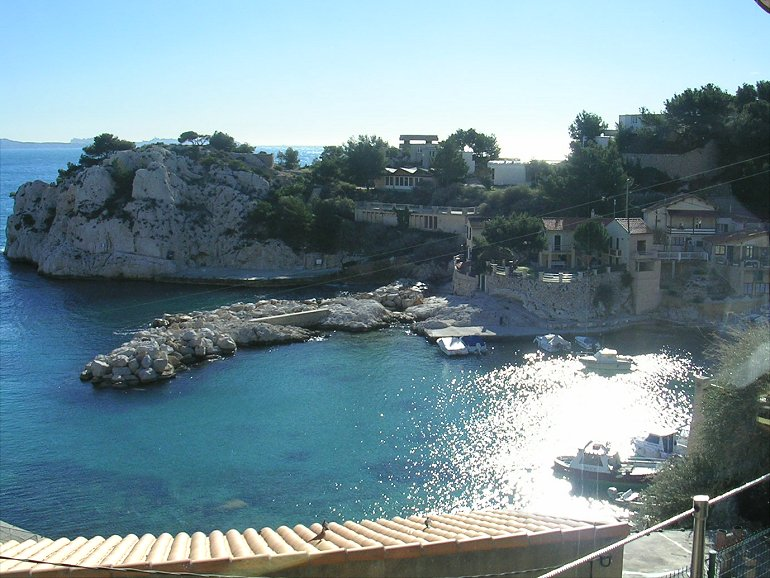
Le village et le centre de plongée.
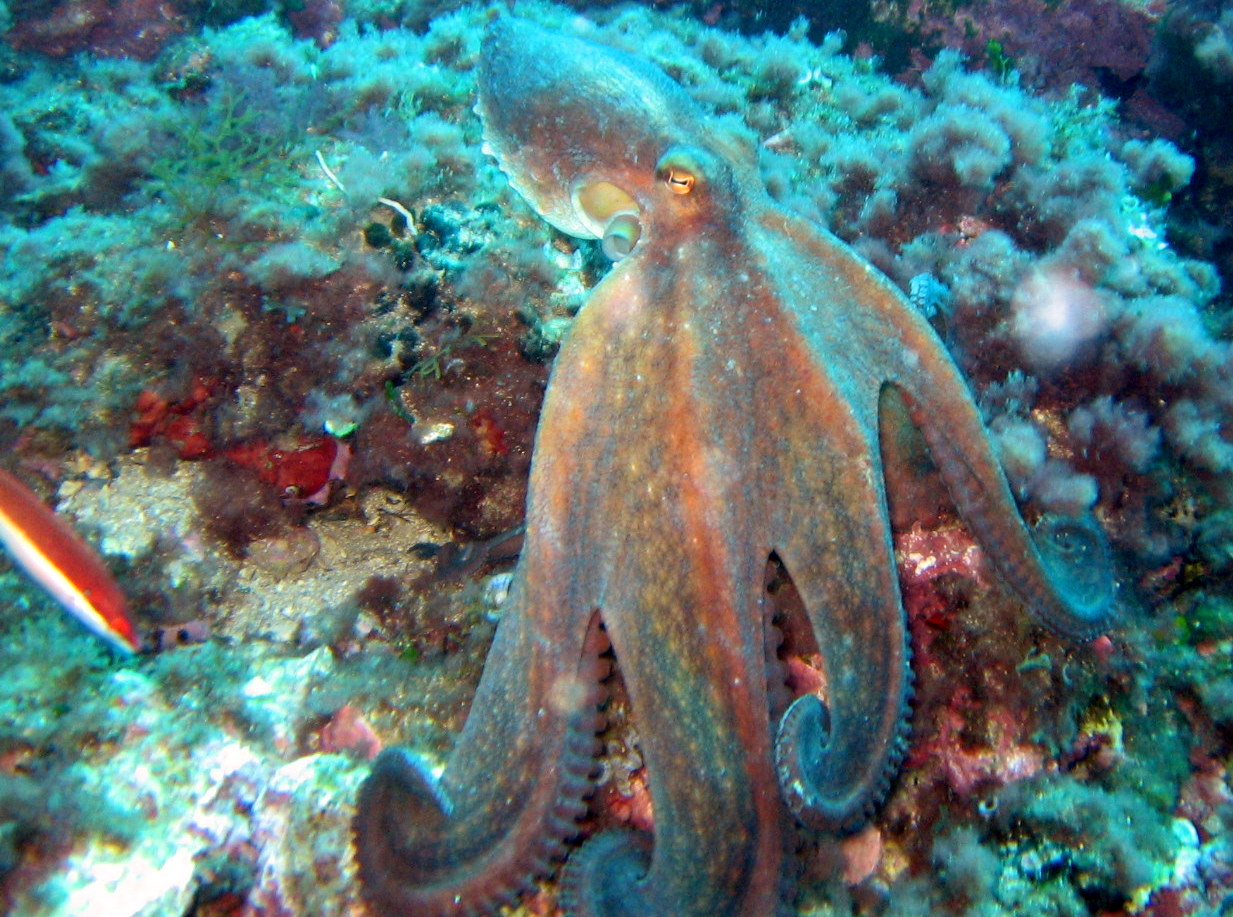
Un poulpe dans la calanque.
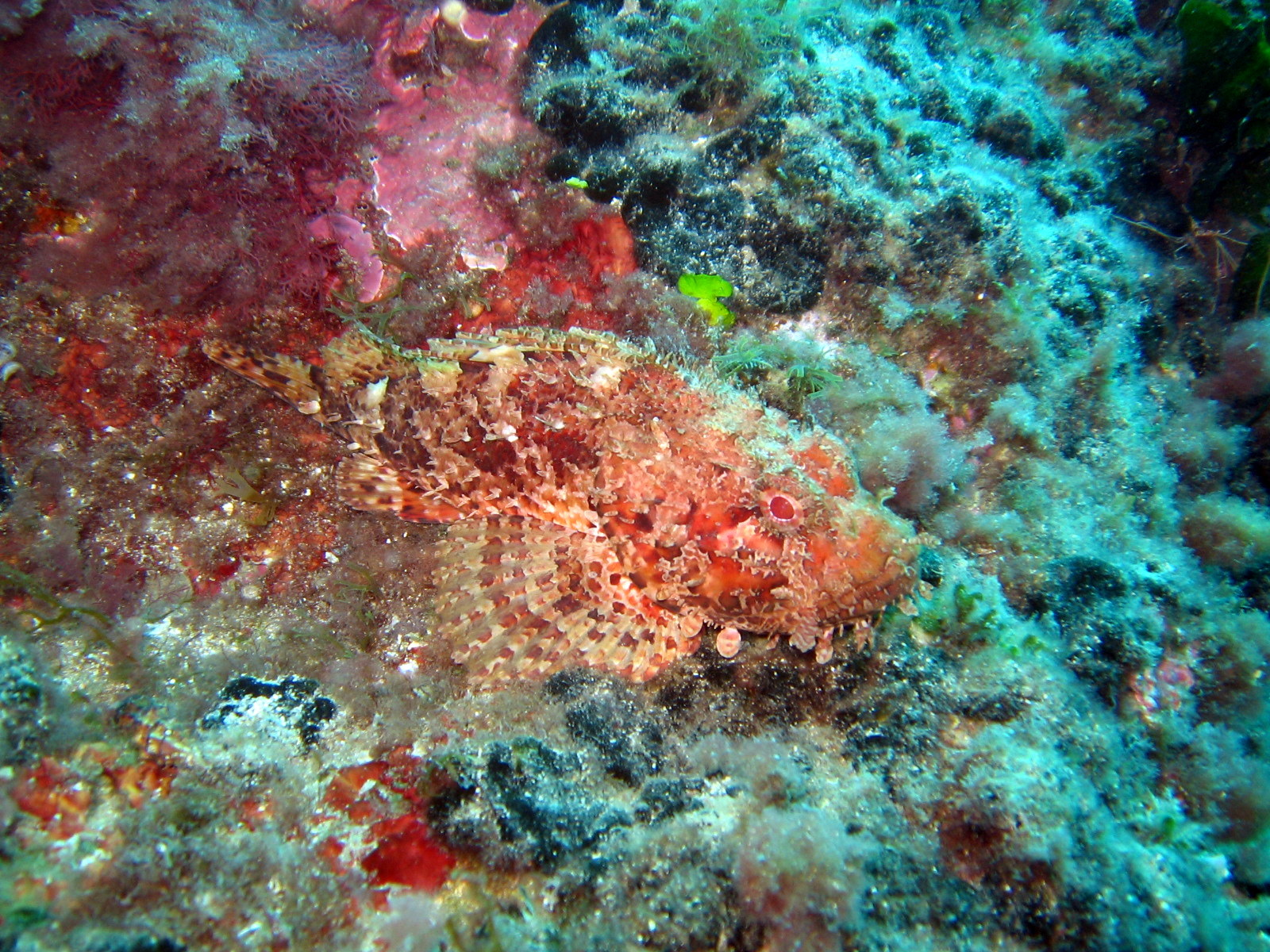
Une rascasse rouge dans la calanque.